# NGC 2788
NGC 2788 est une galaxie spirale vue par la tranche et située dans la constellation de la Carène. NGC 2788 a été découverte par l'astronome britannique John Herschel en 1835.

## Caractéristiques
Sa vitesse par rapport au fond diffus cosmologique est de 1 802 ± 15 km/s, ce qui correspond à une distance de Hubble de 26,6 ± 1,9 Mpc (∼86,8 millions d'al).
À ce jour, 17 mesures non basées sur le décalage vers le rouge (redshift) donnent une distance de 17,406 ± 2,722 Mpc (∼56,8 millions d'al), ce qui est à l'extérieur des valeurs de la distance de Hubble. Puisque cette galaxie est relativement rapprochée du Groupe local, il est probable que cette valeur soit plus près de la distance réelle de NGC 2788. Notons que c'est avec la valeur moyenne des mesures indépendantes, lorsqu'elles existent, que la base de données NASA/IPAC calcule le diamètre d'une galaxie.
La classe de luminosité de NGC 2788 est I-II et elle présente une large raie HI.

## Groupe de NGC 2836
NGC 2788 ainsi que les galaxies NGC 2836 et ESO 60-19 forment le groupe de NGC 2836.
Note : les galaxies PGC 25400 et PGC 25443 qui sont dans la région de NGC 2788 sont quelquefois désignées comme NGC 2788A et NGC 2788B, mais elles n'apparaissent pas dans le catalogue écrit par John Dreyer.